# ФК Модена
ФК Модена је италијански фудбалски клуб из Модене, који се тренутно такмичи у италијанској Серији Б.
Клуб је настао 1912. спајањем два клуба: l'Associazione Studentesca del Calcio Modena и Football Club Audax Modena. До сада је Модена играла 26 сезона у Серији А.

## Успеси
- Серија А
  - Трећепласирани (1): 1946/47.
- Серија Б
  - Првак (2): 1937/38, 1942/43.
- Англо-италијански Лига куп
  - Освајач (2): 1981, 1982.

## Статистика
| Лига | Учешћа | Дебитовао | Последња сезона у овом такмичењу |
| ---- | ------ | --------- | -------------------------------- |
| A    | 26     | 1912/13.  | 2003/04.                         |
| B    | 49     | 1932/33.  | 2012/13.                         |
| C    | 20     | 1960/61.  | 2000/01.                         |

## Познати бивши играчи
- Ђузепе Барези
- Лука Тони